# 投球当時
野球で投球当時（とうきゅうとうじ）とは、投手が打者への投球動作を開始したときを指す。

## 定義
公認野球規則では7章補則に「ボールデッドの際の走者の帰塁に関する処置（再録）」を設け、「投手の投球当時に占有していた塁に帰らせる場合」という項目が示されている。しかし、投球当時が具体的にいつを指すのかは、公認野球規則の中では明確に定義されていない。
MLB審判マニュアルにおいて、投球当時とは、
と定義されている。具体的には、投手が規則5.07(a)項に示されている、ワインドアップポジション、セットポジションのいずれかをとった後、打者に向かって投球に関連した自然の動作を始めたときである。
- ワインドアップポジションでは、両手を頭上に振り被る動作や、振り被らずとも、投球しようとする動作を開始したときである。
- セットポジションでは、投手が身体の前で手を合わせて静止した後、投球するために次の動作を開始したときである。投球を始める前の「ストレッチ」として知られている準備動作は、投球動作の開始とはみなされない。

### 日本における定義
日本プロ野球（NPB）では、「投球当時」は上記MLBと同様の解釈を採っている。
一方、日本のアマチュア野球では、競技者必携の「規則適用上の解釈」(9)に、2014年まで
と記述されており、これにしたがって、「投球当時」とは投手が「投手板上に位置したとき」という解釈が長く採られてきた。
2015年、アマチュア野球規則委員会は「2015年度　規則適用上の解釈」において、

と、投球当時についての解釈の変更と、2016年から新解釈を適用する方針を示し、2016年より、
と改められた。
本稿においてもこれ以降は、MLBの解釈で記述する。

## 概要
投手は、この瞬間以降、打者への投球を完了しなければならない。塁上に走者がいるときに投球動作を途中で止めたり変更したりすると、ボークが宣告される。
塁上の走者は、ボールインプレイのもとでは、アウトになる危険を承知の上で、いつ進塁してもよい。投手が投手板に触れている間に進塁している走者は、投手が投球動作を開始したときに到達していた塁を「投球当時に占有」していたものとみなされる。

## 投球当時の占有塁
走者は規則により、「投球当時の占有塁」に戻らなければならない場合や、「投球当時の占有塁」を基準に安全進塁権が与えられる場合がある。定義により、各走者にとって投球当時として基準となる塁は、投手が投球動作を開始したときに決定される。
例として、投手が投手板に触れているときに一塁にいた走者が盗塁を試みた場合を考える。
走者一・三塁のケースでは、一塁走者が二塁への盗塁を試みても三塁走者の本塁への進塁を警戒して捕手が二塁送球を行わないことがある。これが高じると、投手がセットポジションに入るか入らないかの段階で一塁走者はスタートし、投手もそれを承知でそのまま投球動作に入り、打者へ投球することがある。
投手が投球動作を開始したときまでに二塁に触れていれば、この走者の投球当時の占有塁は二塁となる。打者がこのときの投球を打ち、飛球となって野手に捕らえられた場合や、打球がファウルボールとなった場合、走者がリタッチを果たすべき塁は二塁となる。
一方、投手が投球動作を開始したときまでに盗塁を試みた一塁走者が二塁に到達していない場合は、この走者の投球当時の占有塁は一塁となる。飛球を捕らえられた場合や、打球がファウルボールとなった場合、走者はリタッチのために一塁まで戻らなければならない。